# Трентон (Теннессі)
Трентон (англ. Trenton) — місто (англ. city) в США, в окрузі Ґібсон штату Теннессі. Населення — 4240 осіб (2020).

## Географія
Трентон розташований за координатами 35°58′24″ пн. ш. 88°56′43″ зх. д. / 35.97333° пн. ш. 88.94528° зх. д. (35.973196, -88.945218).  За даними Бюро перепису населення США в 2010 році місто мало площу 21,23 км², з яких 21,09 км² — суходіл та 0,14 км² — водойми.

## Демографія
Згідно з переписом 2010 року, у місті мешкали 4264 особи в 1783 домогосподарствах у складі 1043 родин. Густота населення становила 201 особа/км².  Було 2046 помешкань (96/км²).
Расовий склад населення:
| - 64,5 % — білих - 31,4 % — чорних або афроамериканців - 0,8 % — корінних американців - 0,2 % — азіатів - 1,5 % — осіб інших рас |

До двох чи більше рас належало 1,7 %. Частка іспаномовних становила 2,7 % від усіх жителів.
За віковим діапазоном населення розподілялося таким чином: 24,6 % — особи молодші 18 років, 56,8 % — особи у віці 18—64 років, 18,6 % — особи у віці 65 років та старші. Медіана віку мешканця становила 39,6 року. На 100 осіб жіночої статі у місті припадало 86,0 чоловіків;  на 100 жінок у віці від 18 років та старших — 80,1 чоловіків також старших 18 років.
Середній дохід на одне домашнє господарство  становив 42 376 доларів США (медіана — 25 729), а середній дохід на одну сім'ю — 55 109 доларів (медіана — 30 788). Медіана доходів становила 32 658 доларів для чоловіків та 30 894 долари для жінок. За межею бідності перебувало 36,3 % осіб, у тому числі 52,8 % дітей у віці до 18 років та 34,6 % осіб у віці 65 років та старших.
Цивільне працевлаштоване населення становило 1492 особи. Основні галузі зайнятості: виробництво — 17,8 %, освіта, охорона здоров'я та соціальна допомога — 17,5 %, роздрібна торгівля — 12,9 %, транспорт — 11,7 %.